# مسابقات جهانی ترامپولین ۲۰۱۱
مسابقات جهانی ترامپولین ۲۰۱۱ بیست و هشتمین دوره مسابقات جهانی ترامپولین است که در بیرمنگام، انگلستان در ۱۷ تا ۲۰ نوامبر ۲۰۱۱ میلادی برگزار شده است.

## جدول مدال‌ها
| رتبه | کشور                | طلا | نقره | برنز | مجموع |
| ۱    | چین                 | ۸   | ۳    | ۱    | ۱۲    |
| ۲    | کانادا              | ۲   | ۲    | ۲    | ۶     |
| ۳    | روسیه               | ۱   | ۳    | ۵    | ۹     |
| ۴    | ژاپن                | ۱   | ۱    | ۱    | ۳     |
| ۵    | برزیل               | ۱   | ۱    | ۰    | ۲     |
| ۶    | آلمان               | ۱   | ۰    | ۰    | ۱     |
| ۷    | ایالات متحده آمریکا | ۰   | ۱    | ۲    | ۳     |
| ۸    | بریتانیا            | ۰   | ۱    | ۱    | ۲     |
| ۹    | پرتغال              | ۰   | ۱    | ۰    | ۱     |
| ۹    | آفریقای جنوبی       | ۰   | ۱    | ۰    | ۱     |
| ۱۱   | بلاروس              | ۰   | ۰    | ۱    | ۱     |
| ۱۱   | فرانسه              | ۰   | ۰    | ۱    | ۱     |